# Eumannia psyloritaria
Eumannia psyloritaria là một loài bướm đêm trong họ Geometridae.